# Leigh (Dorset)
Leigh – wieś w Anglii, w hrabstwie Dorset. Leży 21 km na północny zachód od miasta Dorchester i 184 km na południowy zachód od Londynu.